# Побег группы Девятаева

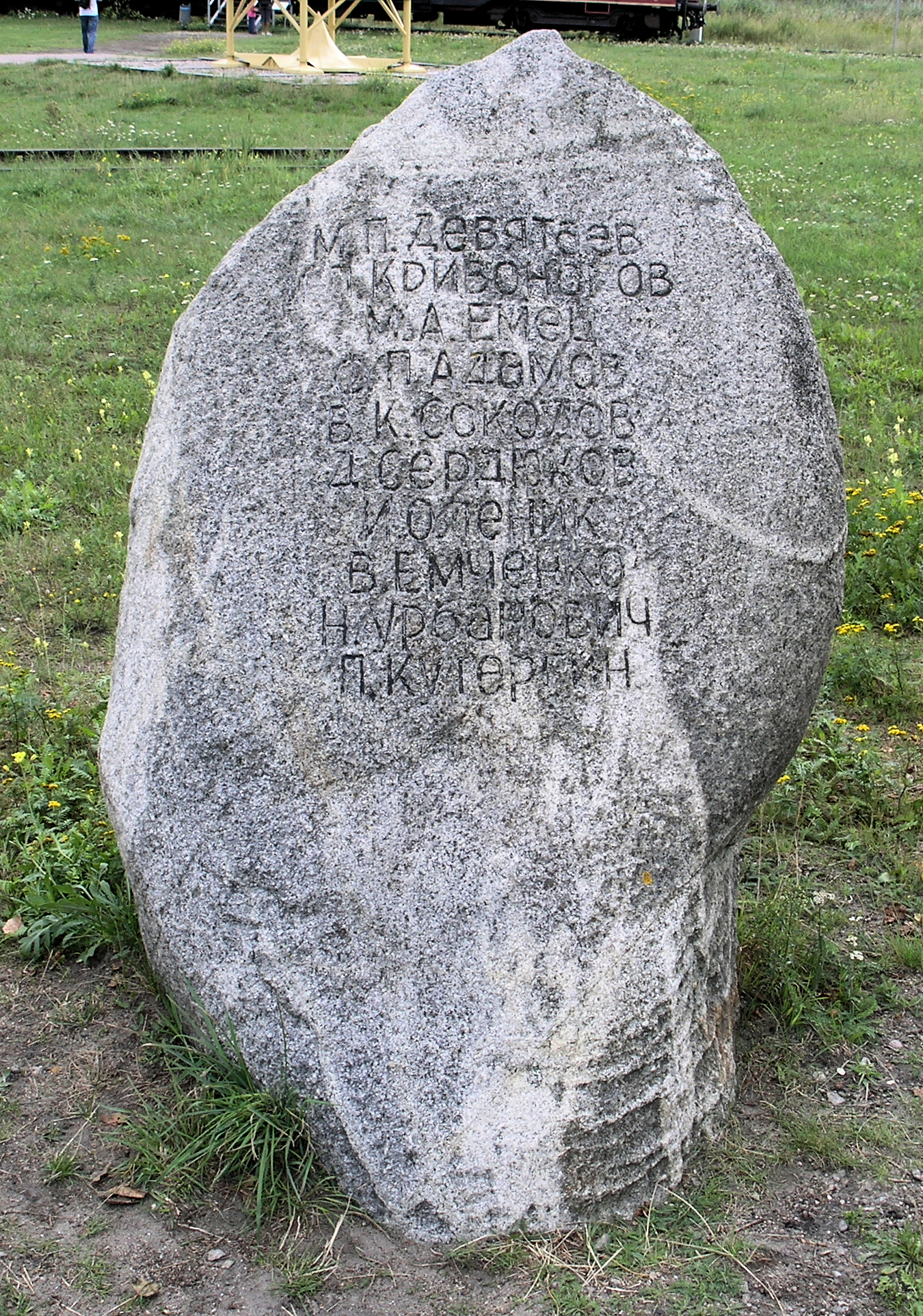
Памятный камень в Пенемюнде, Германия

Побег группы Девятаева — побег группы из десяти советских военнопленных во главе с лётчиком-истребителем М. П. Девятаевым на захваченном немецком самолёте-бомбардировщике Heinkel He 111 8 февраля 1945 года из немецкого концентрационного лагеря при полигоне Пенемюнде (с острова Узедом, на котором проводились испытания ракет Фау-1 и Фау-2).

## Состав группы
В состав группы, совершившей побег на немецком самолёте-бомбардировщике, входили 10 советских военнопленных:
- Михаил Девятаев — советский лётчик-истребитель, 104 ГИАП (гвардейский истребительный авиационный полк), 9 ГИАД (гвардейская истребительная авиационная дивизия, командир А. И. Покрышкин[1][2]), старший лейтенант, уроженец села Торбеево (Мордовия). Был сбит 13 июля 1944 года в бою под Львовом, покинул подбитый самолёт с парашютом, приземлился в расположении противника, был взят в плен и направлен в Лодзинский лагерь, затем — в Новый Кёнигсберг, откуда вместе с другими пленными пытался бежать, сделав подкоп. После неудачной попытки побега направлен в лагерь смерти Заксенхаузен, где парикмахер-подпольщик, сочувствующий коммунистам, заменил его жетон смертника на жетон умершего в лагере учителя с Украины Григория Степановича Никитенко[3]. Некоторое время состоял в лагерной команде «топтунов», испытывающих обувь на прочность по заказу производителей обуви, а в октябре под чужим именем был в составе группы заключённых направлен на остров Узедом[4]. По собственным признаниям, Девятаев задумал побег на вражеском самолёте практически сразу после попадания в плен (вероятно, после того, как в первые дни плена услышал от Сергея Вандышева рассказ о неудачной попытке другого пленного советского лётчика захватить немецкий самолёт)[5].
- Иван Кривоногов — уроженец села Коринка[6] Борского района Нижегородской области, был пехотинцем в звании лейтенанта. Участвовал в сражениях на границе, попал в плен в первые дни войны (6 июля 1941 года)[7]. В плену жил под вымышленными именем «Иван Корж», выдавая себя за украинца. Так же как и Девятаев, участвовал в неудачной подготовке побега; при подготовке побега убил лагерного полицая, за что был отправлен в концлагерь Нацвейлер-Штрутгоф под Страсбургом, а оттуда, в конце 1943 года — на остров Узедом; в 1944 году вместе с группой единомышленников пытался организовать побег с острова на лодке, однако реализовать свой план им не удалось[8].
- Владимир Соколов — уроженец Вологодской области, артиллерист, в плен попал в начале 1942 года, два раза пытался бежать, за попытку побега был отправлен в концлагерь, где познакомился с Кривоноговым[9], вместе они были направлены на Узедом и вместе планировали побег с острова на лодке.
- Владимир Немченко — 1925 года рождения, белорус, уроженец Новобелицы (ныне район города Гомель), участник обороны города 12-19 августа 1941 года в составе Гомельского полка народного ополчения, в ходе которой попал в плен[10]. После попытки побега немцы выбили ему один глаз и отправили на остров Узедом[11].
- Фёдор Адамов — уроженец хутора Ильинка Белокалитвинского района Ростовской области.
- Иван Олейник — уроженец кубанской станицы Анастасиевская, начало войны встретил на Украине во время занятий в полковой школе в звании сержанта. Его взвод попал в окружение и не смог пробиться к своим, после чего он на базе взвода организовал партизанский отряд; попал в плен и был отправлен на работы в Германию[12].
- Михаил Емец[укр.] — уроженец села Борки Гадячского района Полтавской области, был политруком в звании старшего лейтенанта. Попал в плен в июне 1942 года[7].
- Пётр Кутергин — 1921 года рождения, место рождения — станция Чернушка Свердловской области (в настоящее время станция находится на территории Пермского края)[13].
- Николай Урбанович — уроженец посёлка Ольховчик (сейчас посёлок — составная часть города Шахтёрск), мальчиком был угнан на работы в Германию во время наступления немецких войск в 1941 году. После двух попыток побега был отправлен в концлагерь, а оттуда, в 1943 году — на Узедом. Познакомился с Девятаевым во время работы в бригаде, через него Девятаев устанавливал контакт с группой Кривоногова — Соколова[14].
- Тимофей Сердюков (в воспоминаниях Девятаева упоминается как Дмитрий) — познакомился с Девятаевым в лагере, после того как тот избежал смерти, укрывшись под фамилией Никитенко. Сердюков был соседом Девятаева по нарам, и вместе с ним был направлен на Узедом. По воспоминаниям Девятаева и Кривоногова, имел весьма беспокойный характер и, зная о тайне Девятаева, а затем и о плане побега, доставлял им немало беспокойства.

## Подготовка к побегу
После прибытия на остров Девятаев сблизился с Кривоноговым и Соколовым, которые с группой советских пленных планировали побег на лодке через пролив, и попытался убедить их в том, что лучше бежать на захваченном вражеском самолёте, после чего они вместе стали набирать команду из узников, работавших рядом с аэродромом, стараясь сплотить в аэродромной команде надёжных, внушающих доверие людей и вытеснить из неё тех, кто внушал опасения. Некоего Цыгана, помощника бригадира из числа узников, вытеснили из аэродромной группы, инсценировав кражу; на его место был поставлен Немченко. Во время работ и по вечерам в бараке Девятаев тайно изучал приборные панели и оборудование кабины самолёта Heinkel-111 по фрагментам кабин разбитых машин, находившихся на свалке рядом с аэродромом. Детали готовящегося побега обсуждались небольшой группой, с распределением ролей между основными участниками и обсуждением действий в различных ситуациях, которые могут возникнуть при реализации плана. Самолёт Heinkel-111, впоследствии захваченный, был намечен группой Девятаева примерно за месяц до побега, — как выяснилось позднее, он нёс на борту радиоаппаратуру, использовавшуюся в испытаниях ракет. Незадолго до побега Кривоногов по совету Девятаева предложил немецкому солдату-зенитчику, который сочувствовал русским военнопленным, принять участие в побеге; тот отказался, опасаясь за свою семью, однако никого из заговорщиков не выдал. По словам Кривоногова, ещё несколько человек знали или догадывались о готовящемся побеге, но в окончательный состав по тем или иным причинам не попали, — у одного из членов команды в последнюю ночь перед побегом возникли сомнения в успехе мероприятия, и он отказался от участия в побеге. За несколько дней до побега у Девятаева произошёл конфликт с местными криминальными элементами, которые вынесли ему отсроченный смертный приговор («десять дней жизни»), что вынудило его ускорить подготовку побега.

## Побег

### Сбор группы и убийство конвоира
Ранним утром 8 февраля 1945 года Михаил Девятаев, увидев в окно звёзды на небе и отметив улучшение погоды после нескольких дней ненастья, посчитал, что этот день будет удачным для давно запланированного побега. Он сообщил о своём решении ближайшему соратнику Ивану Кривоногову и попросил его раздобыть несколько сигарет. Кривоногов обменял у другого узника тёплый пуловер на сигареты и отдал их Девятаеву. Затем Девятаев, обойдя бараки, сообщил о своём решении Владимиру Соколову, Владимиру Немченко, Петру Кутергину и Михаилу Емецу. Молодой парень Тимофей Сердюков (которого Девятаев считал Дмитрием), догадавшись о решении Девятаева, тоже попросился в группу. Во время формирования рабочих «пятёрок» Немченко и Соколов позаботились о том, чтобы члены сложившегося коллектива были выведены на работы возле аэродрома двумя рабочими «пятёрками», оттеснив из формирующихся групп посторонних.
Выполняя хозяйственные работы, они со стороны наблюдали за перемещениями на аэродроме. Девятаев заметил «Юнкерс», возле которого не было лётчиков, и решил захватить его, однако, приблизившись к нему со своей группой, обнаружил, что не укомплектованный самолёт не готов к полёту. Солдат-конвоир заметил, что группа самовольно приблизилась к самолётам, однако Соколов объяснил конвоиру, что накануне получил указание от немецкого мастера, руководившего работами, отремонтировать капонир (укрытие для самолётов). Когда рабочие-ремонтники на аэродроме стали зачехлять моторы самолётов, готовясь к обеденному перерыву, Девятаев дал указание развести костёр, у которого конвоир и арестанты могли бы погреться (примерно в 12 часов по местному времени) и подогреть обед, который им должны были принести. После этого группа перешла к активным действиям. Соколов осмотрелся и убедился, что поблизости нет посторонних, а Кривоногов по сигналу Девятаева убил конвоира, ударив его заранее заготовленной железной заточкой в голову. Кривоногов забрал винтовку убитого конвоира, а Девятаев объявил тем, кто ещё не был осведомлён, что «сейчас полетим на Родину». Часы, взятые у убитого вахтмана, показывали 12 часов 15 минут по местному времени.

### Захват бомбардировщика «Хейнкель», проблемы при взлёте
Когда механики ушли с аэродрома на обеденный перерыв, Девятаев с Соколовым скрытно подобрались к заранее намеченному бомбардировщику «Хейнкель». Забравшись на крыло, Девятаев ударом колодки сбил замок, закрывавший вход в самолёт, проник в фюзеляж, а затем и в пилотскую кабину. Соколов по его указанию расчехлил моторы. Попытавшись завести двигатель, Девятаев обнаружил, что в самолёте нет аккумулятора, без которого завести самолёт невозможно, и сообщил об этом остальным товарищам, подошедшим к самолёту чуть позже. (В некоторых публикациях говорится о том, что группу вёл Пётр Кутергин, надевший шинель убитого охранника и изображавший конвоира; в других утверждается, что шинель охранника была в крови, и поэтому пользоваться ею было нельзя.) В течение нескольких минут им удалось найти тележку с аккумуляторами и подогнать её к самолёту.
Девятаев запустил оба мотора самолёта, дал указание всем подняться на борт и спрятаться в фюзеляже, после чего вырулил самолёт на взлётную полосу. Самолёт набрал скорость, однако по неясным причинам штурвал самолёта не удавалось отклонить, и самолёт не взлетал. Выкатившись за взлётную полосу недалеко от побережья, Девятаев притормозил самолёт и резко развернул его; самолёт ударился о землю, однако шасси не пострадали. На самолёте возникла паника, кто-то из членов команды пригрозил Девятаеву винтовкой. Девятаев предположил, что взлететь помешали неснятые струбцинки рулевого управления, однако это предположение не подтвердилось. На взлётной полосе собрались немецкие солдаты, не понимающие, что происходит. Девятаев решил предпринять вторую попытку взлететь и направил самолёт на солдат, и они тут же разбежались, после чего повёл самолёт обратно к стартовой площадке. При второй попытке взлёта Девятаев понял, что взлететь в первый раз помешали триммеры руля высоты, установленные «на посадку». Девятаев и его товарищи силой добрали штурвал, после чего машина пошла на взлёт.

### Полёт и уход от преследования

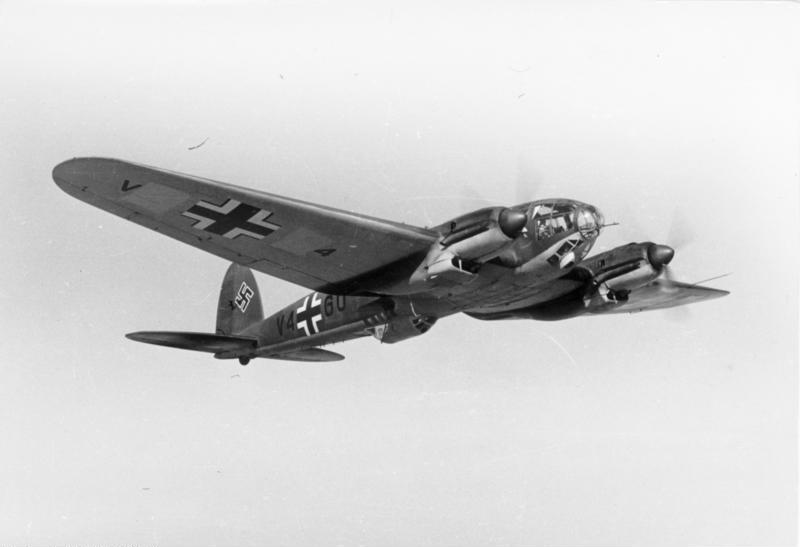
Немецкий бомбардировщик Heinkel He 111 в полёте

После взлёта самолёт стал резко набирать высоту и терять скорость, а после попытки выровнять высоту штурвалом стал резко снижаться. Однако Девятаеву удалось найти на незнакомом самолёте штурвал триммера высоты и стабилизировать высоту полёта (по словам Девятаева, часы показывали 12:36, а вся операция заняла 21 минуту). Тем временем штаб ПВО был оповещён об угоне, — на аэродроме была объявлена тревога, а зенитчики и лётчики-истребители получили приказ сбить захваченный самолёт. На перехват был поднят истребитель, пилотируемый обладателем двух «Железных крестов» и «Немецкого креста в золоте» обер-лейтенантом Гюнтером Хобомом (нем. Günter Hobohm), однако без знания курса «Хейнкеля» обнаружить его можно было только случайно. Позднее самолёт Девятаева был обнаружен воздушным асом полковником Вальтером Далем, возвращающимся с задания на «Фокке-Вульфе-190», но приказ немецкого командования «сбить одинокий „Хейнкель“» он выполнить не смог из-за отсутствия боеприпасов (по воспоминаниям самого Даля, он выпустил свои последние боеприпасы по «Хейнкелю», но не имел возможности его преследовать, так как в его самолёте заканчивалось топливо). Девятаев направил самолёт в облака и оторвался от преследования.
Экипаж по солнцу определил направление полёта: самолёт шёл на север, в сторону Скандинавского полуострова. Определив, что в топливных баках «Хейнкеля» имеется значительный запас горючего, беглецы решили не садиться в Скандинавии, а повернуть на восток и лететь над морем курсом на Ленинград. Однако после некоторого размышления они предпочли не подвергать свои жизни опасности, летя на немецком самолёте с опознавательными знаками Люфтваффе над советской территорией, а ещё раз изменить направление, повернуть на юг и сесть за линией фронта.

### Посадка в расположении советских войск
«Хейнкель» приблизился к береговой линии в районе боевых действий, примерно в 300—400 километрах от места старта. По самолёту открыла огонь советская зенитная артиллерия, и он загорелся. Девятаеву удалось сбить пламя, бросив самолёт вниз со скольжением, и выровняв его над лесом. После «жёсткой посадки» раненые беглецы выбрались из самолёта и, не будучи полностью уверенными, что приземлились в расположении советских войск (как выяснилось впоследствии, самолёт приземлился в расположении 61-й армии в районе города Вольдемберга, примерно в 8 километрах за линией фронта), попытались спрятаться в ближайшем лесу, однако обессилели и были вынуждены вернуться к самолёту. Вскоре они были подобраны советскими солдатами (которые сначала приняли их за немцев) и транспортированы в расположение части, откуда через несколько дней были переправлены в военный госпиталь.

## Дальнейшая судьба участников побега

### Судьба М. П. Девятаева
Для проверки обстоятельств пленения и обстоятельств побега, Девятаев был помещён в фильтрационный лагерь — «Спецлагерь № 7» НКВД (бывший немецкий лагерь «Заксенхаузен», находившийся на территории Германии), где подвергался допросам и проверкам. В сентябре 1945 года С. П. Королёв, работавший под псевдонимом «Сергеев», вызвал его на остров Узедом и привлёк для консультаций. По просьбе полковника Сергеева (С. П. Королёва) Михаил Девятаев показал ему, где располагались пусковые установки ракет и подземные цеха в ракетном центре Пенемюнде, помог найти и собрать отдельные детали и узлы ракеты. В конце 1945 года Девятаев был уволен в запас (по некоторым данным, он непродолжительное время находился на территории колонии-поселения в Псковской области) и как бывший военнопленный долгое время испытывал затруднения с поиском работы. По воспоминаниям дочери и сына Михаила Девятаева в декабре 1945 года он вернулся в Казань и устроился на работу в Казанском речном порту дежурным по вокзалу, затем выучился на капитана-механика, но некоторое время мог плавать только на служебном катере. С 1949 года работал помощником капитана баркаса «Огонёк», с 1952 года — капитаном баркаса «Огонёк». С 1955 года — переведен на должность капитана теплохода. Однако в некоторых публикациях также содержатся сведения о том, что Девятаев в тот период был осуждён за «измену Родине» и отправлен в лагеря, а через 9 лет попал под амнистию.
Через 12 лет после событий, 15 августа 1957 года, по инициативе С. П. Королёва Девятаеву было присвоено звание Героя Советского Союза (по некотором сведениям, награда была вручена за вклад в советское ракетостроение), а другие участники побега были награждены орденами (в том числе погибшие — посмертно). Вскоре после награждения Девятаеву были поручены испытания «Ракеты» — одного из первых советских судов на подводных крыльях; он долгие годы работал капитаном речных судов и стал первым капитаном теплохода «Метеор». Практически до конца жизни активно участвовал в общественной жизни, делился воспоминаниями, неоднократно посещал остров Узедом и встречался с другими участниками событий, издал две автобиографические книги о событиях — «Побег из ада» и «Полёт к солнцу».

### Судьба других участников побега
В конце марта 1945 года, после проверки и лечения, семеро из десяти участников побега (Соколов, Кутергин, Урбанович, Сердюков, Олейник, Адамов, Немченко) были зачислены в одну из рот 777-го стрелкового полка (по другим данным — в 7-ю стрелковую роту 3-го стрелкового батальона 447-го стрелкового Пинского полка 397-й стрелковой дивизии 61-й армии) и отправлены на фронт (даже Немченко, потерявший один глаз, уговорил отправить его на фронт в качестве санитара стрелковой роты). 14 и 16 апреля 397-я дивизия дважды пыталась форсировать реку Одер, но без особого успеха. Именно в эти дни погибли Пётр Кутергин, Тимофей Сердюков, Владимир Соколов и Николай Урбанович. Фёдор Адамов был ранен и в дальнейшем не принимал участия в боевых действиях. В последующие дни дивизия всё же смогла форсировать Одер, закрепилась и начала продвижение в западном направлении, захватив город Фалькенберг. В этих боях 21 апреля погиб Иван Олейник, а 24 апреля — Владимир Немченко (однако, по словам Девятаева, Олейник якобы погиб на Дальнем Востоке, в войне с Японией).
В итоге, к маю 1945 года из десятерых беглецов в живых остались только четверо: находящийся по ранению в госпитале Фёдор Адамов и трое офицеров — Девятаев, Кривоногов и Емец — которые были отправлены в ОКР «СМЕРШ» 1-й Горьковской запасной стрелковой дивизии, где они до конца войны оставались вне зоны боевых действий, ожидая подтверждения своих воинских званий.
После госпиталя Адамов вернулся в посёлок Белая Калитва Ростовской области и стал шофёром. Емец после войны вернулся в Сумскую область и стал бригадиром в колхозе.

## Значение

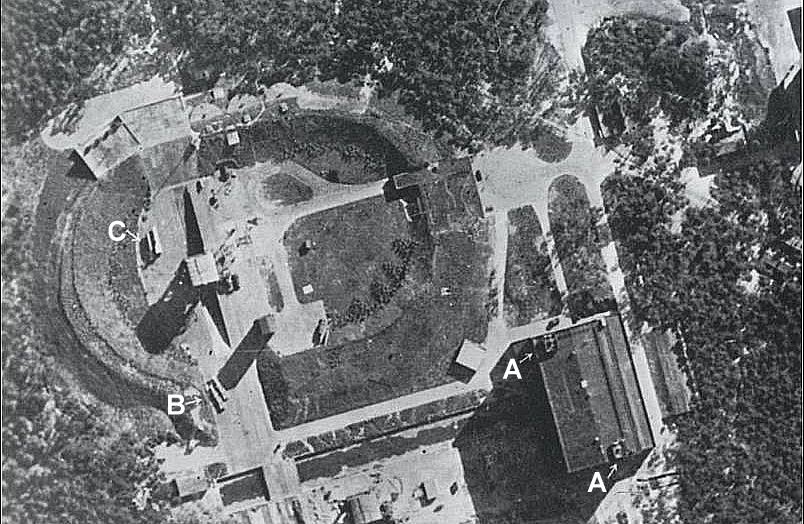
Снимок стартового стола в Пенемюнде, сделанный с британского самолета-разведчика, 23 июля 1943

Побег группы Девятаева встревожил немецкое командование. Через несколько дней на остров прибыл Геринг и приказал расстрелять коменданта лагеря и начальника авиабазы (однако Гитлер отменил его указание и восстановил коменданта в должности). Согласно некоторым источникам, угон самолёта, снабжённого особой радиоаппаратурой, сделал дальнейшие испытания ФАУ-2 настолько проблематичными, что Гитлер назвал пилота личным врагом.
После побега Девятаев сообщил координаты ракетных установок командующему 61-й армией Белову. В марте 1945 года ракетная база на острове была занята советскими войсками, и туда была направлена группа советских специалистов для ознакомления с немецкой ракетной техникой. В сентябре 1945 года Девятаева привезли на Узедом в распоряжение С. П. Королёва.
В 1947 году было проведено испытание восстановленной ракеты ФАУ-2, а в 1948 году — первой советской ракеты, созданной на основе ФАУ-2. По некоторым оценкам, этот успех в значительной степени связан с побегом Девятаева и захватом деталей ФАУ-2 в лагере Пенемюнде.

## Увековечение памяти
8 февраля 2020 года в Пенемюнде (ФРГ) состоялась торжественная церемония в честь 75-летия подвига группы военнопленных во главе с Героем Советского Союза лётчиком-истребителем Михаилом Девятаевым. Организатором памятной церемонии выступил Фонд Александра Печерского.

## Отображение в культуре
Побег Девятаева и его группы из немецкого плена получил отражение в ряде книг и кинофильмов («Догнать и уничтожить. Побег летчика Михаила Девятаева» — док.-публ., реж. Александр Касьянов; «Побег с Узедома» — док.-публ.; «Догнать и уничтожить. (Побег летчика Михаила Девятаева)» — док.-публ., реж. Константин Орозалиев; «Лётчик Михаил Девятаев. Побег из ада.» — док.-публ., реж. А. Высоцкий, 1972), а также в многочисленных публикациях в периодической печати.
Две автобиографические книги по мотивам событий — «Побег из ада» и «Полёт к солнцу» — были написаны Девятаевым, одна — «Родина зовёт» — Кривоноговым.
В 1974 году в издательстве «Веселка» (Киев, УССР) вышла документально-автобиографическая повесть М. П. Девятаева и Анатолия Хорунжия «Втеча з острова Узедом» (рус. «Побег с острова Узедом»).
В Казани на Арском кладбище открыт памятник лётчику Девятаеву. В посёлке Торбеево (Мордовия) был открыт дом-музей Героя Советского Союза М. П. Девятаева. На острове Узедом, откуда вылетела на захваченном «Хейнкеле» группа Девятаева, был установлен обелиск с именами всех участников побега. Памятный обелиск с именами участников побега установлен также в Мемориальном комплексе в центральной части города Саранска. Посвящённые побегу памятники были открыты в Полтаве, Вологде, Нижнем Новгороде, Гулькевичах, Новокузнецке и в других городах.

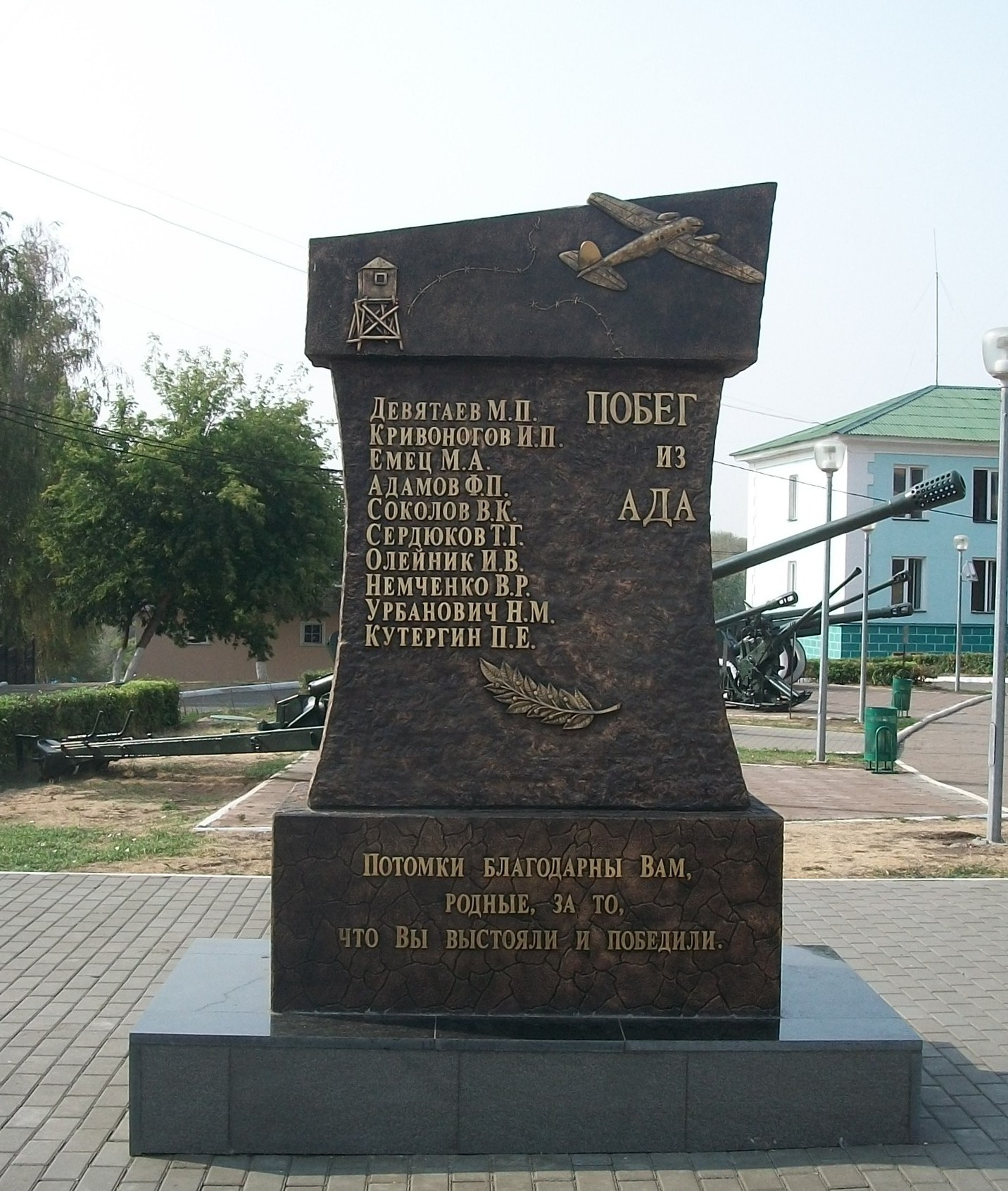
Обелиск подвигу группы Девятаева в городе Саранск, Республика Мордовия (аналогичный памятник установлен в Полтаве)
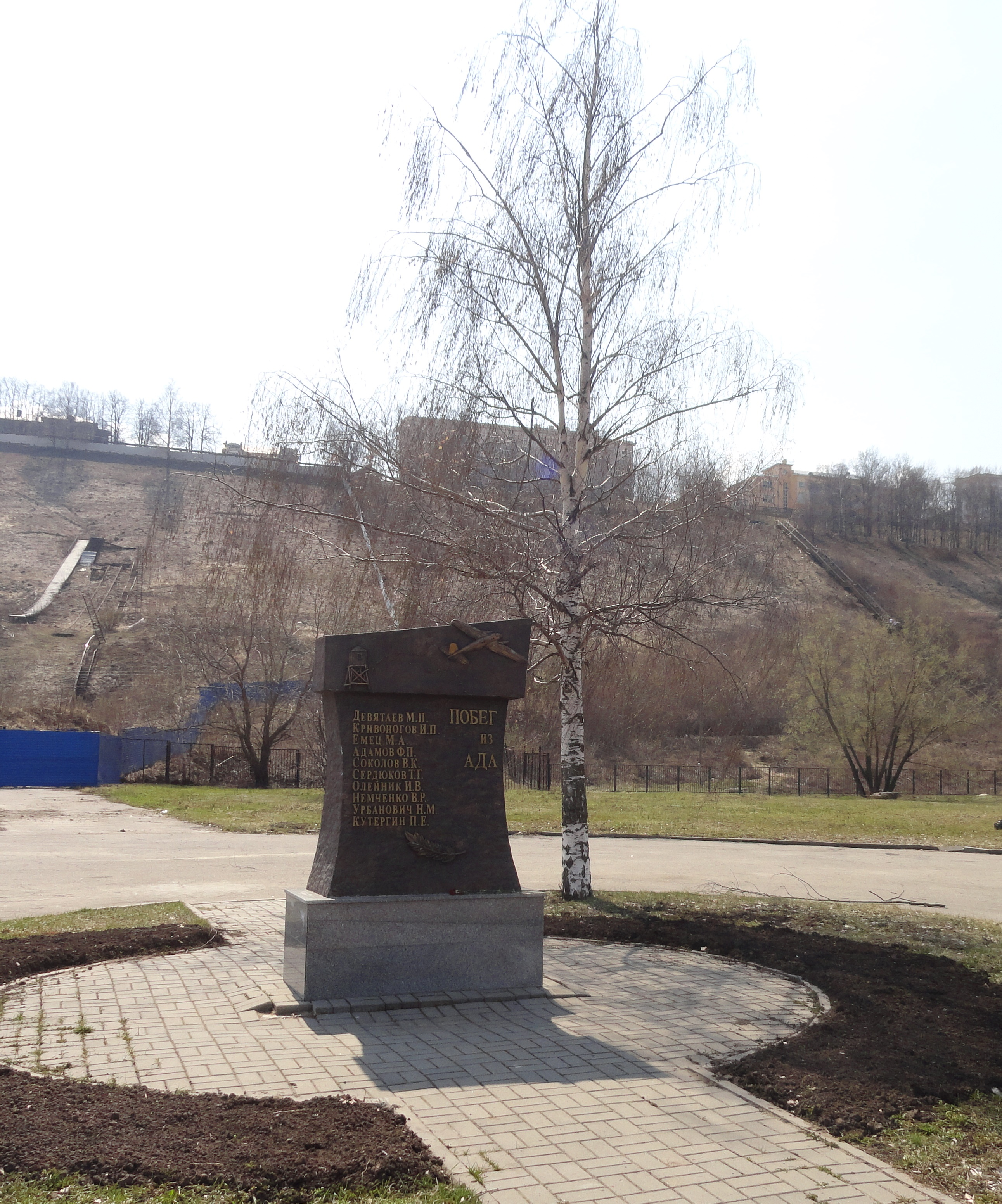
Обелиск подвигу группы Девятаева в парке Победы, г. Нижний Новгород
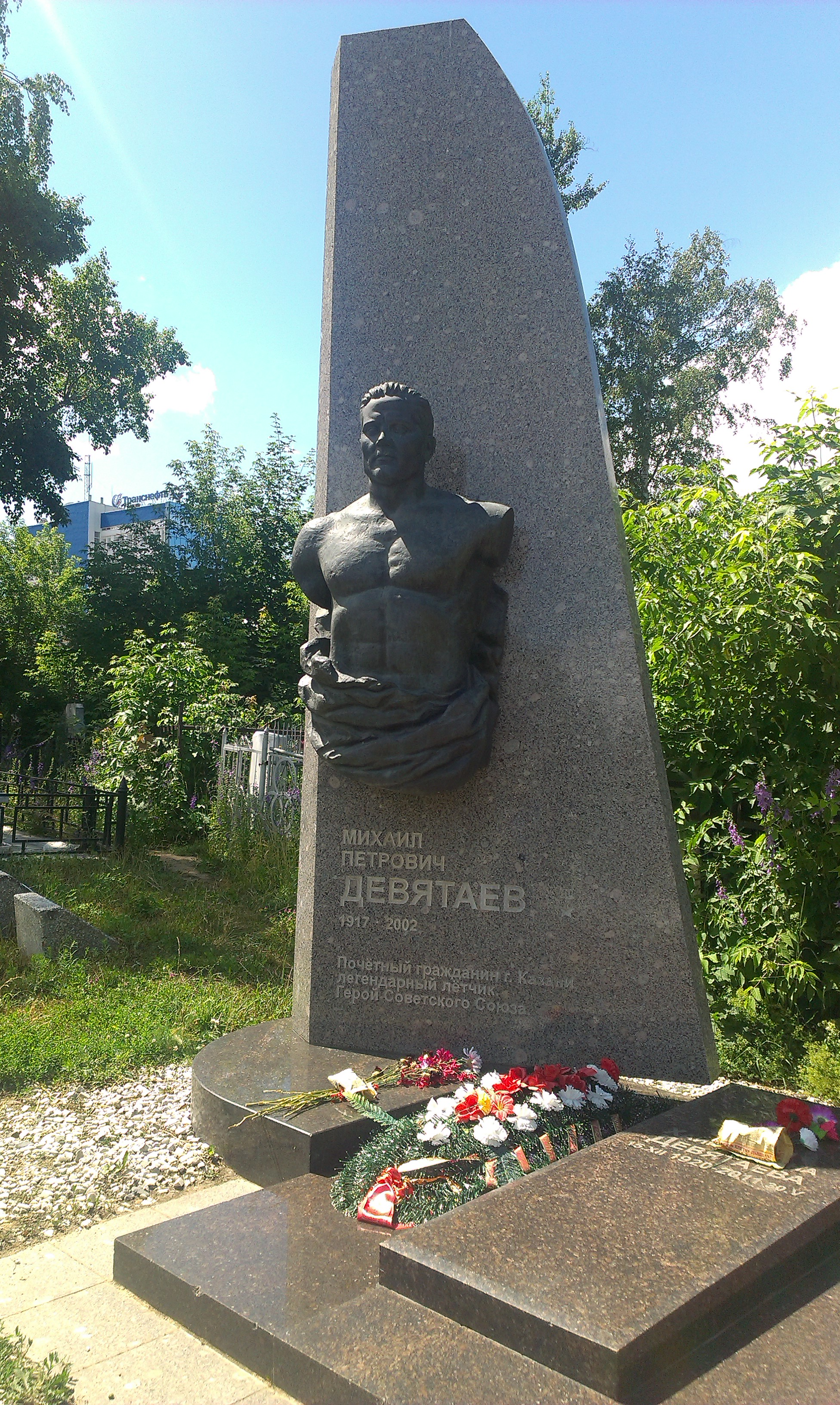
Могила Девятаева на Арском кладбище

Главный планируемый блокбастер о подвиге летчика, совместный проект российской компании «Мэйджор фильм» и германской «Бавария фильм», «Побег в небо. Девятаев.» так и не был запущен в производство, старт постоянно переносился, но так и не состоялся, ни в 2002, ни в 2007, ни в 2012, ни в 2015 гг. Снимать его должны были режиссёры Николай Лебедев или Василий Пичул.
«… По словам продюсера картины Дениса Филюкова, презентация проекта произвела настоящий фурор. Планировалось, что снимать кино будет Василий Пичул — создатель „Маленькой Веры“, а главную роль сыграет Олег Тактаров. О намерении выступить соинвестором картины заявляло и руководство Мордовии, но проект встал.»
Производство фильма не было осуществлено, так как осталось без российского финансирования. Немецкая сторона в итоге тоже отказалась от участия, и художественный фильм остался только проектом, представленным единственным рекламным трейлером, фальшивой киноафишей, и ссылками на него в старых медиа новостях. В 2017 году проект был закрыт..
Новой попыткой снять художественный фильм о героическом побеге группы Девятаева стал фильм «Фау-2. Побег из ада» от режиссёра Дмитрия Киселёва, и продюсера, создателя «Елок» и «Дневного дозора» Тимура Бекмамбетова. Роль Девятаева изначально должен был сыграть российский актёр Данила Козловский, но в дальнейшем на эту роль был утверждён Павел Прилучный. По словам Александра Девятаева (сына лётчика-героя) фильм снят по мотивам книги отца «Побег из ада». В российский прокат фильм вышел 29 апреля 2021 года под названием «Девятаев» (режиссёры: Тимур Бекмамбетов и Сергей Трофимов).